# Maurice Perez
Maurice Perez is een Franse textielfabrikant die samen met Theo Vienne de eerste editie van de wielerklassieker Parijs-Roubaix organiseerde in 1896.
De koers wordt nu georganiseerd door de Société du Tour de France, die ook de Tour de France, Luik-Bastenaken-Luik en de Waalse Pijl organiseren